# 因德彭登西亞市 (塔奇拉州)

因德彭登西亞市（西班牙語：Municipio Independencia），是委內瑞拉的一個市，位於該國西南部塔奇拉州，首府設於新卡帕喬，面積64平方公里，海拔高度1,270米，2011年人口43,445，人口密度每平方公里783.29人。